# Виноделие в ЮАР
Южная Африка — довольно крупный производитель вина (8-е место в мире, 1 157 895 тонн в 2005 году). Первое вино было произведено на территории Капской колонии в 1659 году. Долгое время южноафриканские фермеры отдавали предпочтение шенену и другим белым сортам винограда, однако в XXI веке ситуация выровнялась: 45% виноградников занимают чёрные сорта, флагманом среди которых считается местный сорт пинотаж.

## История виноделия

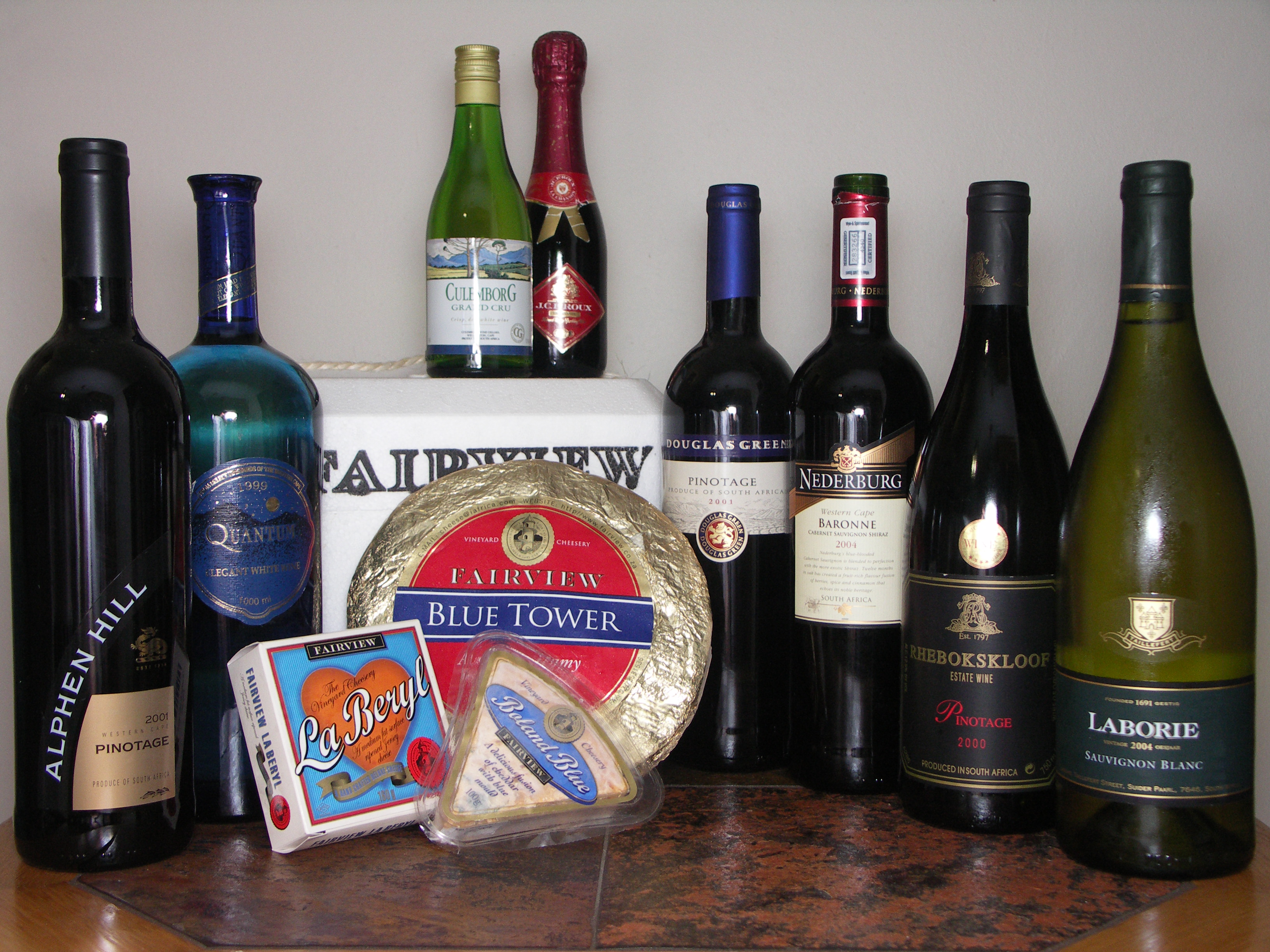
Южноафриканские вина и сыры

День рождения южноафриканского вина известен: 2 февраля 1659 г., когда Ян ван Рибек сделал запись в корабельном журнале, что виноградники дали первое вино. В 1685 году Симон ван дер Стел (первый голландский губернатор Капской колонии) основал сельскохозяйственное предприятие Groot Constantia, которое впоследствии было разделено на три поместья: Groot Constantia, Klein Constantia и Constantia Uitsig. Первые переселенцы здесь были голландцы, затем приехало много протестантов из Европы, прежде всего гугенотов из Франции, которые привезли с собой французскую лозу. 
Вплоть до середины XX века вывозились из Южной Африки практически исключительно десертные креплёные вина. В конце XIX века на фоне вторжения филлоксеры и англо-бурских войн виноделие пришло в упадок. На протяжении большей части XX века львиную долю южноафриканского виноделия контролировал кооператив KWV в г. Парл, поставлявший вина исключительно на экспорт. Лишь после крушения апартеида, когда со страны были сняты экспортные ограничения, поток торговли с другими странами вырос, деятельность кооператива перестала быть столь прибыльной, как раньше, и его вина вышли на местный рынок.

## Основные регионы виноделия
В ЮАР выделено около 60 винодельческих зон (округов, вардов).
Основных винодельческих регионов выделяется три. Северо-Запад (север Западно-Капской провинции) и Восточное побережье (Квазулу-Натал) — не являются районами производства лучших вин из-за очень жаркого и засушливого климата. Юго-запад ЮАР (Западно-Капская провинция — географический регион Буланд) обладает более пригодным для виноделия климатом, именно здесь производится значительная часть вин ЮАР.
Наименования по происхождению здесь — WO или wines de origin. При этом здесь несколько уровней наименований: крупнейшее — «географическое объединение» (unit), далее следует собственно регион, затем — субрегион (district), округ (ward) и поместье (estate). 
Недалеко от Кейптауна (первое поселение) в 50 км к востоку у горного массива Симонсберг находится самый известный регион Стелленбош, основанный в XVII веке голландцем Ван Стелом. Город стоит на реке Эрсте (Eersterivier, африкаанс «Первая река») в долине, окружённой горами.
В регионе Стелленбош выделяется 7 винодельческих округов, или вардов (причем два из них были официально выделены совсем недавно): Симонсберг-Стелленбош (Simonsberg-Stellenbosch), Йонкерсхук-Вэлли (Jonkershoek Valley), Девон-Вэлли (Devon Valley), Боттелэри (Bottelary), Бангхук (Banghoek), Полкадрай-Хилс (Polkadraai Hills), Папегайберг (Papegaaiberg).
Симонсберг-Стелленбош был выделен первым среди других вардов; почвы здесь преимущественно гранитные, а климат теплее, чем в других уголках Стелленбоша.
Парл стал в наши дни центром винодельческой активности мыса Доброй Надежды и самым знаменитым регионом ЮАР. Он долгое время оставался центром производства, когда-то жизненно важного для Южной Африки крепленого вина, позже хороших белых вин, а также местом проведения ежегодного винного аукциона в поместье Nederburg. Среди более прохладных районов стоит отметить расположенное на большей высоте обособленное поселение Франсхук. Здесь до сих пор сохранились французские названия и французский стиль построек. Местные виноделы собираются превратить его в южно-африканскую Шампань. Здесь изготавливают отличные игристые вина по классической технологии, сопоставимые по качеству, с лучшим французским шампанским по технологии «Methode Cap Classique» (до 1992 оно называлось шампанским).

## Крупнейшие производители
В регионе Стелленбош выделяется 7 винодельческих округов, или вардов (причем два из них были официально выделены совсем недавно):
- Симонсберг-Стелленбош (Simonsberg-Stellenbosch),
- Йонкерсхук-Вэлли (Jonkershoek Valley),
- Девон Вэлли (Devon Valley),
- Боттелэри (Bottelary),
- Бангхук (Banghoek),
- Полкадрай-Хиллс (Polkadraai Hills),
- Папегайберг (Papegaaiberg).

Наиболее значимые производители Стелленбоса: Kanonkop со знаменитым красным вином Paul Sauer, Thelema, Meerlust, Simonsig, Warwick, Rustenberg, Neil Ellis, Morgenhof, Vergelegen, De Thoren.
В самом Парле выделяют несколько Вардов: Franschhoek Valley с горным массивом грозного названия Дракенштайн, Simonsberg-Paarl граничит с Стелленбосем, Wellington, Voor Paardeberg. Самые известные винокурни — Nederburg, Fairview, Glen Carlou, Lindhorst, Veenwouden, Backsberg.
Из прибрежных регионов у Кейптауна — одно из старейших хозяйств — Констанция.

## Культивируемые сорта винограда
В ЮАР культивируется как автохтонные, так и международные сорта. Наиболее известен красный сорт Пинотаж, который является эно-гастрономическим символом ЮАР. Этот сорт был выведен в 1925 году профессором университета в Стелленбоше Авраамом Исааком Перольдом, путем скрещивания сортов Пино-нуар и Сенсо. Сорт очень устойчив и рано созревает.
Из международных сортов можно выделить следующие белые — Шардоне, Совиньон блан, Рислинг. Красные — Мерло, Шираз, Каберне Совиньон и Пино-нуар. Широкое распространение имеет виноград из долины Луары — Шенен блан, называющийся здесь — стин.

## Национальная классификация вин
Наименования по происхождению здесь — WO или wines de origin. При этом здесь несколько уровней наименований: крупнейшее — «географическое объединение» (unit), далее следует собственно регион, затем — субрегион (district), округ (ward) и поместье (estate). Во главу угла ставится сорт винограда (в отличие от Бордо), его в вине, как правило, должно быть не менее 85 %. То же правило 85 касается и года урожая на территории декларируемого региона: тогда на этикетке указывается его наименование.